# August Pius Dzieduszycki
August Pius Benedykt Dzieduszycki z Dziaduszyc herbu Sas (ur. we Lwowie 11 lipca 1844, zm. 11 marca 1922 w Jasionowie) – c.k. urzędnik austriacki, starosta gródecki, starosta brzozowski (1883-1900), szambelan austriacki (1875), działacz społeczny, prezes Związku Rodowego Dzieduszyckich (1903), hrabia i ziemianin.

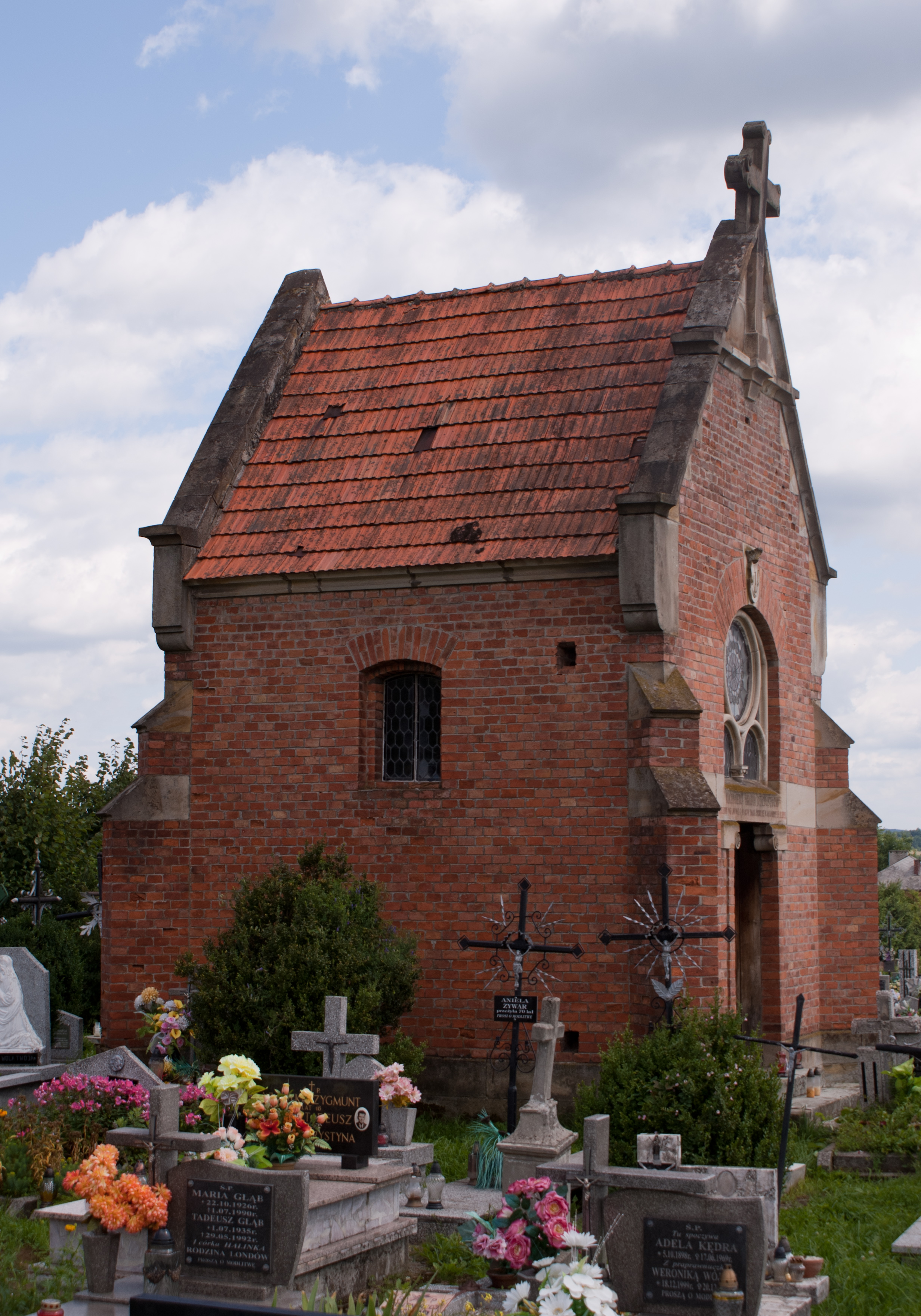
Kaplica cmentarna Dzieduszyckich w Jasionowie

## Życiorys
Ojcem jego był hr. Maurycy Dzieduszycki, a matką Karolina z Zagórskich h. Ostoja (ur. w m. Kołodziejówka, Powiat skałacki, 11 lipca 1818, zm. 31 stycznia 1855 we Lwowie).
Ślub wziął 27 marca 1873 we Lwowie z Marią z Szelickich. Mieli jedną córkę, którą była hr. Maria Leopoldyna Karolina Dzieduszycka z Dzieduszyc h. Sas (1876). Poślubił ją Aleksander Wodzicki z Granowa h. Leliwa.
Drugą żoną 29 kwietnia 1882 we Wzdowie została Maria Amelia Wiktoria Ostaszewska ze Wzdowa h. Ostoja (1851-1918), z którą miał trzy córki:
- Emma Katarzyna Dzieduszycka z Dzieduszyc, h. Sas, (ur. w Gródku w 1883,  zm. 1970),
- Cecylia Dzieduszycka z Dzieduszyc h. Sas, (1885-1962). Mężem jej został Oktaw Doschot (1887-1933)).
- Amelia Dzieduszycka z Dzieduszyc h. Sas, (1889-1942),
- Zofia Cecylia Dzieduszycka z Dzieduszyc, h. Sas, (1890-1959). Mężem jej został Jan Duklan Wiktor z Zarszyna h. Brochwicz,

Ukończył prawo na Uniwersytecie Lwowskim, następnie pracował jako urzędnik.
W 1875 nadano mu tytuł cesarsko-królewskiego szambelana, a w 1892 został komandorem papieskiego Orderu św. Grzegorza Wielkiego.
W czasie jego urzędowania w Brzozowie, nastąpił rozwój powiatu i miasta Brzozowa: założono Kasę Zaliczkową (1888), rozwinęło się wydobycie ropy naftowej, we wsiach podniósł się poziom oświaty i rolnictwa, utworzono w Brzozowie Towarzystwo Gimnastyczne „Sokół” (1893), wybudowano ratusz (1896) oraz uporządkowano miejski rynek. W grudniu 1898 otrzymał honorowe obywatelstwo Brzozowa.